# وزارة السياسة الاجتماعية (أوكرانيا)
وزارة السياسة الاجتماعية في أوكرانيا (بالأوكرانية: Міністерство соціальної політики України)‏، كانت تُعرف سابقًا بوزارة العمل والسياسة الاجتماعية، هي الإدارة الحكومية في أوكرانيا المسؤولة عن إقامة علاقات العمل والأسرة والطفل والهجرة والاتجار وحقوق المرأة وحقوق الطفل والمساعدات الإنسانية.

## وصلات خارجية
- الموقع الرسمي لوزارة السياسة الاجتماعية الأوكرانية